# Igor Cukrov
Igor Cukrov (6 de junio de 1984) es un  cantante, músico y presentador de televisión croata. Llegó a la fama como uno de los dieciséis concursantes de Operacija trijumf, versión balcánica de la Operación Triunfo. Cukrov representó a Croacia en el Festival de la Canción de Eurovisión 2009 con la canción "Lijepa Tena", escrita por Tonči Huljić y terminando en la posición 18 con 45 puntos. 

## Vida personal
Igor Cukrov se encuentra actualmente en una relación. Durante  Operacija Trijumf, fue vinculado con la concursante de Montenegro Nina Petković. Él admira a artistas como Andrea Bocelli y George Michael.

## Carrera musical

### Inicios
Cukrov cantó en el Festival de Split, donde le fue concedido un premio a la mejor debutante. El también ha adquirido experiencia como tenor de la Capella Cambi.

### Operacija Trijumf
El Operacija trijumf  es la versión yugoslava del programa de Endemol Operación Triunfo. Incluyó a jóvenes talentos de toda la ex Yugoslavia (excepto Eslovenia) - Bosnia y Herzegovina, Croacia, Macedonia, Montenegro y Serbia. El programa se inició el 29 de septiembre de 2008. Cukrov mostró su capacidad de cantar a través de un amplio repertorio, cantando canciones de ópera, como "Con te partiro" de Andrea Bocelli, pero también canciones de rock, como "Angie" de los Rolling Stones y "I Don't Wanna Miss a Thing" de Aerosmith. Los concursantes de Operacija trijumf, incluyendo Cukrov, cantaron con Goran Karan en un concierto en Belgrado el tema: "Stand By Me".
Igor Cukrov fue expulsado en la gala 13, tras perder en la votación telefónica contra Vukasin Brajić. Durante el show, hubo algunos rumores de que el juez Tonći Huljić era demasiado protector sobre Cukrov, porque él nunca estuvo nominado, hasta el la duodécima gala; Huljić más tarde declaró que la expulsión de Cukrov fue una injusticia.
En el concurso, Igor cantó las siguientes canciones:
- Gibonni & Oliver Dragojević — "U ljubav vjere nemam" con Nikola Paunović (Gala 1)
- Željko Joksimović — "Leđa o leđa" con Željko Joksimović (Gala 2)
- Dino Merlin & Željko Joksimović — "Supermen" conVukašin Brajić (Gala 3)
- Gibonni — "Libar" (Gala 4)
- Kemal Monteno — "Nije htjela" con Kemal Monteno (Gala 5)
- Andrea Bocelli — Con te partirò (Gala 6)
- Oliver Mandić — "Poludeću" (Gala 7)
- Los Beatles — "Yesterday" (Gala 8)
- Bijelo dugme — "Ako ima Boga" (Gala 9)
- Indexi — "Žute dunje" (Gala 10)
- Los Beatles — "Help!"/"A Hard Day's Night" con todos los chicos de la escuela(Gala 11)
- Zdravko Čolić — "Jedna zima s Kristinom" (Gala 11)
- Celine Dion — "My Heart Will Go On" con Nina Petković (Gala 11)
- Los Rolling Stones — "Angie" (Gala 12)
- Prljavo kazalište/VIS Idoli — "Mi plešemo"/"Maljčiki" con Ana Bebić y Vukašin Brajić (Gala 12)
- Aerosmith — "I Don't Want to Miss a Thing" (Gala 13)
- U2 — "With or Without You" (Gala 13) con Vukašin Brajić
- Film — "Pjevajmo do zore" con Andrea Harapin, Ivana Nikodijević y Kristijan Jovanov (Semifinal)

## Eurovisión
Después de Operacija trijumf, todos los participantes expresaron la voluntad de participar en el Festival de Eurovisión, que se celebrará en Moscú. Los concursantes croatas Igor Cukrov y Ana Bebić inmediatamente calificados para la final del DORA. La canción "Lijepa Tena" fue escrita y compuesta por el famoso músico croata Tonći Huljić. 
Igor Cukrov ganó con un total de 30 puntos.